# Lautaro Martínez
Lautaro Javier Martínez (phát âm tiếng Tây Ban Nha: [lau̯ˈtaɾo maɾˈtines]; sinh ngày 22 tháng 8 năm 1997) là một cầu thủ bóng đá chuyên nghiệp người Argentina hiện đang thi đấu ở vị trí tiền đạo cắm cho đội tuyển bóng đá quốc gia Argentina và là đội trưởng của câu lạc bộ Serie A Inter Milan. Được đánh giá là một trong những tiền đạo cắm xuất sắc nhất thế giới trong thế hệ của mình, anh nổi tiếng nhờ lối chơi giàu kỹ thuật, khả năng xử lý bóng tốt, khả năng liên kết lối chơi hợp lý và khả năng dứt điểm siêu hạng.
Martínez bắt đầu sự nghiệp bóng đá của mình tại quê hương Argentina, nơi anh có trận ra mắt cấp cao vào năm 2015 với Racing Club. Ở đó, anh đã trải qua bốn mùa giải và đại diện cho câu lạc bộ trong giải đấu và Copa Libertadores, ghi 28 bàn sau 60 lần ra sân trước khi gia nhập Inter vào năm 2018, nơi anh đã giành chức vô địch Serie A trong mùa giải thứ ba với câu lạc bộ. Anh cùng Inter Milan về nhì ở trận chung kết UEFA Champions League 2023 sau khi để thua 0–1 trước Manchester City.
Martínez trước đây cũng từng đại diện cho Argentina ở nhiều cấp độ trẻ khác nhau và thi đấu tại giải vô địch U-20 Nam Mỹ 2017 và FIFA U-20 World Cup 2017. Anh đã có trận ra mắt đội tuyển cấp chuyên nghiệp vào năm 2018 và đại diện cho đất nước tham dự ba kỳ Copa América vào các năm 2019, 2021 và 2024, nơi anh cùng với các đồng đội vô địch hai giải đấu liên tiếp sau này. Anh cũng là một thành viên của đội tuyển Argentina giành chức vô địch FIFA World Cup 2022 và Finalissima 2022.

## Sự nghiệp câu lạc bộ

### Sự nghiệp ban đầu
Martínez sinh ra ở Bahía Blanca. Anh ấy tiếp bước cha mình để trở thành một cầu thủ bóng đá chuyên nghiệp, gia nhập đội bóng địa phương Liniers, đội mà anh ấy đã xuất sắc ở cấp độ U-17. Năm 2013, anh ghi 13 bàn ở giải U-17 và ghi bàn trong trận chung kết Cúp Quốc gia, mặc dù Liniers cuối cùng thua Rosario trên chấm phạt đền.

### Racing Club
Phong độ của Martínez ở cấp độ trẻ đã thu hút sự chú ý của huấn luyện viên tạm thời Fabio Radaelli của Racing Club, người sau đó đã ký hợp đồng với anh vào tháng 1 năm 2014. Ngay sau khi gia nhập câu lạc bộ, Martínez bắt đầu nhớ nhà và muốn trở về quê hương của mình. Cuối cùng, anh đã được đồng đội Braian Mansilla thuyết phục ở lại và ghi 53 bàn sau 64 lần ra sân cho đội dự bị của câu lạc bộ. Vào năm 2015, một thỏa thuận đã được ký kết giữa Racing Club và đội bóng Tây Ban Nha Real Madrid để có được chữ ký của Martínez nhưng anh ấy đã chọn ở lại Argentina. Cha của Martínez, Mario sau đó tiết lộ rằng ông đã chọn ở lại Racing vào thời điểm đó vì chưa sẵn sàng rời câu lạc bộ. Anh ra mắt giải vô địch quốc gia vào ngày 1 tháng 11 năm 2015 khi anh vào sân ở hiệp hai thay cho Diego Milito trong chiến thắng 3–0 trước Crucero del Norte. Vào ngày 17 tháng 4 năm 2016, anh ấy bị đuổi khỏi sân lần đầu tiên trong sự nghiệp sau khi nhận hai thẻ phạt trong khoảng thời gian năm phút trong trận hòa 2–2 với Argentinos. Anh ấy ghi bàn thắng đầu tiên vào cuối năm đó, ghi bàn mở tỷ số trong trận hòa 1–1 với Huracán vào tháng 11.
Sau chấn thương của tiền đạo thường xuyên đá chính Lisandro López, Martínez đảm nhận vai trò cao cấp hơn trong mùa giải 2016–17, ghi 9 bàn sau 23 lần ra sân cho chiến dịch. Anh ấy tiếp tục dẫn dắt Racing trong nửa đầu mùa giải tiếp theo và vào tháng 12 năm 2017 đã trải qua một cuộc kiểm tra y tế với đội bóng La Liga Atlético Madrid. Các báo cáo sau đó cho rằng Martínez đã ký hợp đồng với Atlético Madrid nhưng Racing sau đó thông báo rằng anh ấy đã ký một hợp đồng gia hạn bao gồm điều khoản giải phóng tăng lên. Họ cũng chỉ trích những người cùng thời với Tây Ban Nha vì đã đưa anh ta đi khám bệnh mà không được phép của họ. Anh ấy đã kết thúc năm với màn trình diễn xuất sắc nhất trận , ghi một bàn và kiến tạo một bàn khác trong chiến thắng 3–1 trước Gimnasia. Vào ngày 27 tháng 2, anh ghi hat-trick thứ hai trong mùa giải khi ghi ba bàn trong trận ra mắt Copa Libertadores trước đội bóng Brazil Cruzeiro. Racing thắng với tỷ số 4–2.
Cùng tháng đó, Martínez được cho là sẽ chuyển đến đội bóng Ý Inter Milan và vào ngày 5 tháng 5, Chủ tịch Câu lạc bộ Racing Victor Blanco xác nhận rằng vụ mua bán đã hoàn tất. Blanco chỉ ra rằng Martínez đã chuẩn bị gia nhập Inter trước chiến dịch Serie A 2018–19 nhưng ông ấy sẽ cố gắng giữ anh dưới dạng cho mượn cho đến tháng 12 năm 2018 để tiền đạo này tiếp tục tham gia vào chiến dịch Copa Libertadores của đội bóng Argentina.

### Inter Milan
Martínez chính thức gia nhập Inter vào ngày 4 tháng 7 năm 2018 với mức phí được báo cáo là 22,7 triệu euro và anh ấy đã ký hợp đồng 5 năm với câu lạc bộ. Anh ấy ra mắt không chính thức mười ngày sau đó và ghi bàn trong chiến thắng giao hữu 3–0 trước câu lạc bộ Thụy Sĩ, Lugano. Trận ra mắt đầy đủ của anh ấy tiếp theo vào ngày 19 tháng 8 khi anh ấy đá chính trong trận thua 0–0 ở Serie A trước Sassuolo trong tuần khai mạc. Anh ghi bàn thắng đầu tiên ở giải đấu vào lưới Cagliari, bàn mở tỷ số trong chiến thắng 2–0 tại San Siro vào ngày 29 tháng 9.
Martínez ghi bàn thắng đầu tiên ở đấu trường châu Âu vào ngày 14 tháng 2 năm 2019, thực hiện một quả phạt đền để giúp Inter giành chiến thắng trước Rapid Wien, trong trận lượt đi vòng 32 đội UEFA Europa League 2018–19. Sau trận đấu này, anh ấy bắt đầu đá chính trong mọi trận đấu, có lợi từ việc Mauro Icardi vắng mặt vì lý do cá nhân. Trong trận Derby della Madonnina đầu tiên của anh ấy với đối thủ cùng thành phố Milan, Martínez lần đầu tiên kiến tạo cú đánh đầu của Matías Vecino trước khi tự mình ghi một quả phạt đền trong hiệp hai, giúp Inter giành chiến thắng 3–2; Inter giành lại vị trí thứ ba tại Serie A, và cũng đạt được cú đúp tại giải vô địch quốc gia đầu tiên trước họ kể từ mùa giải 2011–12.
Vào ngày 2 tháng 10 năm 2019, Martínez ghi bàn thắng đầu tiên tại UEFA Champions League trong trận thua 1–2 trước Barcelona ở vòng bảng; anh trở thành cầu thủ đầu tiên kể từ Roberto Boninsegna năm 1970 ghi bàn tại Camp Nou cho Inter. Sau đó tại giải đấu, bằng cách ghi một cú đúp trong chiến thắng 3–1 trên sân khách trước Slavia Praha, Martínez đã đạt được hai cột mốc quan trọng: anh trở thành cầu thủ thứ tư của Inter (sau Hernán Crespo năm 2002, Christian Vieri năm 2003 và Samuel Eto'o năm 2010) và cầu thủ Argentina thứ năm (sau Hernan Crespo năm 2002, Lionel Messi trong sáu lần, Sergio Agüero năm 2019 và Ezequiel Lavezzi năm 2013) ghi bàn trong bốn trận liên tiếp tại Champions League. Vào ngày 17 tháng 8 năm 2020, Martínez ghi một cú đúp trong chiến thắng 5–0 trước Shakhtar Donetsk để lọt vào Chung kết UEFA Europa League 2020. Vào ngày 8 tháng 3 năm 2022, Martínez ghi bàn vào lưới Liverpool trong chiến thắng 1–0 tại Anfield, đánh dấu bàn thắng đầu tiên của Inter ở vòng loại trực tiếp Champions League sau 3.647 ngày. Vào ngày 16 tháng 5 năm 2023, anh ghi bàn thắng duy nhất trong chiến thắng 1–0 trước kình địch Milan ở trận bán kết lượt về Champions League, mang về chiến thắng chung cuộc 3–0 cho câu lạc bộ của anh ấy và tham dự trận chung kết lần đầu tiên kể từ năm 2010. Vào ngày 24 tháng 5, anh ghi một cú đúp trong chiến thắng 2–1 trước Fiorentina, để giành chức vô địch Coppa Italia lần thứ hai liên tiếp.
Martínez bắt đầu mùa giải 2023–24, mùa giải thứ sáu của anh ấy với câu lạc bộ, với tư cách là tiền đạo được lựa chọn đầu tiên, mặc dù một lần nữa không có đối tác trên hàng công là Romelu Lukaku sau khi anh ấy trở về  Chelsea kết thúc thời hạn cho mượn. Martínez bắt đầu mùa giải với tác động ngay lập tức cho Inter, ghi cả hai bàn thắng trong chiến thắng 2–0 trên sân nhà trước Monza vào ngày thi đấu đầu tiên, và sau đó ghi bàn thắng thứ hai cho Inter vào tuần sau trong một chiến thắng 2–0 khác trên sân khách trước Cagliari.
Vào ngày 30 tháng 9 năm 2023, sau khi vào thay Alexis Sánchez ở phút thứ 55 trong chiến thắng 4–0 của Inter trước Salernitana , Martínez trở thành cầu thủ đầu tiên trong lịch sử Serie A ghi 4 bàn khi vào sân thay người.

## Sự nghiệp quốc tế

### Đội trẻ

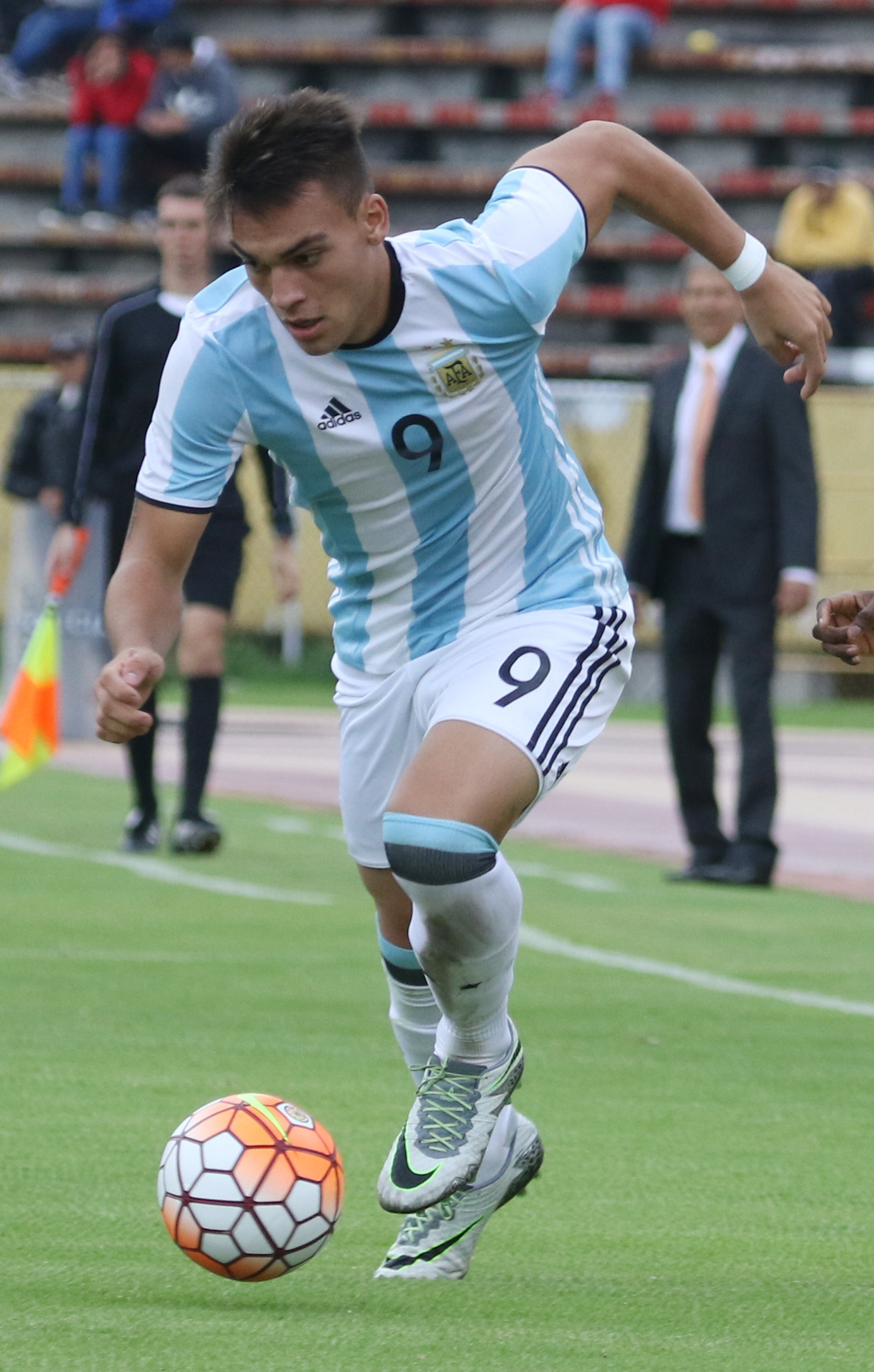
Martínez thi đấu cho U-20 Argentina tại Giải vô địch U-20 Nam Mỹ 2017

Năm 2017, Martínez đại diện cho Argentina tại Giải vô địch U-20 Nam Mỹ 2017, nơi anh kết thúc với tư cách là cầu thủ ghi nhiều bàn thắng nhất của giải đấu với 5 bàn thắng, trong quá trình giúp Argentina đủ điều kiện tham dự FIFA U-20 World Cup 2017.
Sau đó, anh ấy có tên trong đội hình tham dự World Cup khai mạc vào tháng 5 năm đó. Trong quá trình chuẩn bị cho giải đấu, anh đã bị tổn thương sụn mũi sau khi bị đập đầu gối trong trận khởi động với Việt Nam. Do chấn thương, anh bắt đầu trận mở màn của Argentina tại giải đấu gặp Anh từ băng ghế dự bị và sau đó bị đuổi khỏi sân sau khi công nghệ video cho thấy anh đã xúc phạm Fikayo Tomori. Khi làm như vậy, anh ấy đã trở thành cầu thủ đầu tiên bị đuổi khỏi sân sau khi giới thiệu qua video, và Argentina cuối cùng đã thua trận với tỷ số 3–0. Trong lần trở lại, anh ghi một cú đúp trong chiến thắng 5–0 trước Guinée, mặc dù các bàn thắng của anh ấy không đủ để ngăn Argentina bị loại ngay từ vòng bảng.

### Đội chuyên nghiệp
Vào ngày 12 tháng 3 năm 2018, Martínez lần đầu tiên được gọi vào đội tuyển quốc gia cho hai trận giao hữu với Ý và Tây Ban Nha. Anh ấy có trận ra mắt trước đội tuyển sau vào ngày 27 tháng 3, vào sân thay cho Gonzalo Higuaín trong trận thua 6–1. Vào tháng 5 năm 2018, anh có tên trong đội hình sơ bộ của Argentina cho FIFA World Cup 2018 ở Nga nhưng đã bị loại khỏi cuộc tuyển chọn cuối cùng. Cuối năm đó, anh có trận ra mắt chính thức trong chiến thắng giao hữu 4–0 trước Iraq, trong đó anh cũng ghi bàn thắng quốc tế đầu tiên cho đội tuyển quốc gia.
Vào tháng 5 năm 2019, Martínez được đưa vào đội hình 23 cầu thủ Argentina cuối cùng của Lionel Scaloni cho Copa América 2019. Trong trận đấu cuối cùng vòng bảng của Argentina với Qatar vào ngày 23 tháng 6, anh đã ghi bàn mở tỷ số trong chiến thắng 2–0, giúp họ tiến vào vòng loại trực tiếp của giải đấu. Vào ngày 28 tháng 6, trong trận tứ kết của giải đấu, Martínez đã ghi bàn mở tỷ số trong chiến thắng chung cuộc 2–0 trước Venezuela bằng một cú đánh gót ở phút đầu tiên của trận đấu; anh ấy sau đó được vinh danh là Cầu thủ xuất sắc nhất trận đấu, và chiến thắng giúp Argentina tiến vào bán kết của giải đấu.
Vào ngày 10 tháng 9 năm 2019, Martínez ghi hat-trick quốc tế đầu tiên trong trận giao hữu với México, trận đấu mà Argentina thắng 4–0.
Vào ngày 28 tháng 6 năm 2021, anh ghi bàn thắng cuối cùng của Argentina trong chiến thắng 4–1 trước Bolivia trong trận đấu cuối cùng của quốc gia anh tại vòng bảng Copa América 2021. Vào ngày 3 tháng 7, anh ghi bàn thắng thứ hai trong chiến thắng 3–0 trước Ecuador ở tứ kết giải đấu. Vào ngày 6 tháng 7, Martínez ghi bàn mở tỷ số trong trận hòa 1–1 ở bán kết trước Colombia; sau đó anh ấy đã thực hiện quả đá phạt đền của mình trong chiến thắng chung cuộc 3–2 trong loạt sút luân lưu của Argentina để tiến vào trận chung kết.
Vào ngày 1 tháng 6 năm 2022, Martínez ghi bàn mở tỷ số và kiến tạo cho Ángel Di María trong chiến thắng 3–0 trước đương kim vô địch châu Âu Ý ở Sân vận động Wembley trong trận Finalissima 2022.
Anh ấy đã được đưa vào đội hình 26 người cuối cùng cho FIFA World Cup 2022 bởi Lionel Scaloni. Vào ngày 9 tháng 12 năm 2022, Martínez ghi bàn thắng quyết định trên chấm phạt đền trong chiến thắng 4–3 của Argentina trước Hà Lan để đưa đội bóng của anh vào bán kết. Vào ngày 18 tháng 12, anh vào sân thay Julián Álvarez trong hiệp phụ khi Argentina đánh bại Pháp 4–2 trong loạt sút luân lưu sau khi trận đấu kết thúc với tỷ số 3–3 trong hiệp phụ để giành chức vô địch World Cup dù trận đấu đó anh liên tiếp bỏ lỡ những cơ hội ngon ăn từ phía đồng đội của mình.

## Phong cách thi đấu
Sau khi ban đầu chơi ở vị trí trung vệ khi còn trẻ, Martínez sau đó đã khẳng định mình ở vị trí tiền đạo, cho rằng Radamel Falcao là một trong những người có ảnh hưởng lớn đến anh ấy. Là một cầu thủ năng động, nhanh nhẹn, nhanh nhẹn và có năng khiếu kỹ thuật, là một tay săn bàn cừ khôi, anh được biết đến với phong cách chơi tao nhã, kỹ năng rê bóng tốt và khả năng dứt điểm lâm sàng, cũng như sức mạnh thể chất và khả năng không chiến đáng kinh ngạc. tầm vóc nhỏ bé; tuy nhiên, anh ấy cũng đã bị các chuyên gia chỉ trích vì sự thiếu chính xác của anh ấy từ chấm phạt đền. Sở hữu lối chơi liên kết tốt, đóng góp cho hàng phòng ngự và khả năng lùi sâu để dồn ép đối phương hoặc kéo họ ra khỏi vị trí, anh ấy cũng là một cầu thủ rất sáng tạo và chăm chỉ, đồng thời cũng có khả năng kiến tạo thành bàn cũng như tự mình ghi bàn; như vậy, anh ấy cũng có thể chơi ở vị trí tiền đạo thứ hai, bên cạnh vai trò thông thường là tiền đạo cắm hoặc tiền đạo cánh. Do khả năng lãnh đạo, sự kiên trì và tinh thần trên sân cỏ, anh ấy đã được đặt biệt danh là El Toro ("The Bull", trong tiếng Tây Ban Nha). Vào năm 2020, Spencer Rance của 90min.com coi Martínez là một trong những cầu thủ trẻ triển vọng nhất của bóng đá thế giới, trong khi huấn luyện viên Mauricio Pochettino đánh giá anh là một trong những tiền đạo xuất sắc nhất thế giới. Cựu tiền đạo của Argentina và Inter, Hernán Crespo đã ví Martínez với cầu thủ đồng hương Sergio Agüero vào năm 2020.

## Đời tư
Từ năm 2016, anh có mối quan hệ với Agustina Gandolfo, một doanh nhân và huấn luyện viên thể hình, vào ngày 27 tháng 5 năm 2023, họ kết hôn tại Villa d'Este, một biệt thự ở Tivoli, gần Rome, Ý.. Vào tháng 1 năm 2021, đứa con gái đầu tiên tên Nina của họ được sinh ra. Vào tháng 8 năm 2023, đứa con trai tên Theo của họ được sinh ra

## Thống kê sự nghiệp

### Câu lạc bộ
Tính đến ngày 19 tháng 5 năm 2024
| Câu lạc bộ          | Mùa giải            | Giải vô địch               | Giải vô địch | Giải vô địch | Cúp quốc gia | Cúp quốc gia | Châu lục | Châu lục | Khác | Khác | Tổng cộng | Tổng cộng |
| Câu lạc bộ          | Mùa giải            | Hạng đấu                   | Trận         | Bàn          | Trận         | Bàn          | Trận     | Bàn      | Trận | Bàn  | Trận      | Bàn       |
| ------------------- | ------------------- | -------------------------- | ------------ | ------------ | ------------ | ------------ | -------- | -------- | ---- | ---- | --------- | --------- |
| Racing              | 2015                | Argentine Primera División | 1            | 0            | 0            | 0            | 0        | 0        | —    | —    | 1         | 0         |
| Racing              | 2016                | Argentine Primera División | 3            | 0            | 1            | 0            | 0        | 0        | —    | —    | 4         | 0         |
| Racing              | 2016–17             | Argentine Primera División | 23           | 9            | 0            | 0            | 5        | 0        | —    | —    | 28        | 9         |
| Racing              | 2017–18             | Argentine Primera División | 21           | 13           | 0            | 0            | 6        | 5        | —    | —    | 27        | 18        |
| Racing              | Tổng cộng           | Tổng cộng                  | 48           | 22           | 1            | 0            | 11       | 5        | —    | —    | 60        | 27        |
| Inter Milan         | 2018–19             | Serie A                    | 27           | 6            | 2            | 2            | 6        | 1        | —    | —    | 35        | 9         |
| Inter Milan         | 2019–20             | Serie A                    | 35           | 14           | 4            | 0            | 11       | 7        | —    | —    | 49        | 21        |
| Inter Milan         | 2020–21             | Serie A                    | 38           | 17           | 4            | 1            | 6        | 1        | —    | —    | 47        | 19        |
| Inter Milan         | 2021–22             | Serie A                    | 35           | 21           | 5            | 2            | 8        | 1        | 1    | 1    | 49        | 25        |
| Inter Milan         | 2022–23             | Serie A                    | 38           | 21           | 5            | 3            | 13       | 3        | 1    | 1    | 57        | 28        |
| Inter Milan         | 2023–24             | Serie A                    | 33           | 24           | 1            | 0            | 8        | 2        | 2    | 1    | 44        | 27        |
| Inter Milan         | Tổng cộng           | Tổng cộng                  | 206          | 103          | 20           | 8            | 52       | 15       | 4    | 3    | 282       | 129       |
| Tổng cộng sự nghiệp | Tổng cộng sự nghiệp | Tổng cộng sự nghiệp        | 254          | 125          | 21           | 8            | 63       | 20       | 4    | 3    | 342       | 156       |

1. ↑  Ra sân tại Copa Sudamericana
2. ↑  Ra sân tại Copa Libertadores
3. ↑  3 lần ra sân tại UEFA Champions League, 3 lần ra sân và 1 bàn tại UEFA Europa League
4. ↑  6 lần ra sân và 5 bàn tại UEFA Champions League, 5 lần ra sân và 2 bàn tại UEFA Europa League
5. 1 2 3 4  Ra sân tại UEFA Champions League
6. 1 2 3  Ra sân tại Supercoppa Italiana

### Quốc tế
Tính đến ngày 14 tháng 7 năm 2024
| Đội tuyển bóng đá | Năm       | Trận | Bàn |
| ----------------- | --------- | ---- | --- |
| Argentina         | 2018      | 4    | 1   |
| Argentina         | 2019      | 13   | 8   |
| Argentina         | 2020      | 4    | 2   |
| Argentina         | 2021      | 14   | 6   |
| Argentina         | 2022      | 11   | 4   |
| Argentina         | 2023      | 8    | 0   |
| Argentina         | 2024      | 10   | 8   |
| Tổng cộng         | Tổng cộng | 64   | 29  |

Tính đến ngày 14 tháng 7 năm 2024.
Tỷ số và kết quả liệt kê bàn thắng của Argentina trước, cột bàn thắng cho biết tỷ số sau mỗi bàn thắng của Martínez.
| #  | Ngày                 | Địa điểm                                                                 | Đối thủ    | Tỷ số | Kết quả      | Giải đấu                      |
| -- | -------------------- | ------------------------------------------------------------------------ | ---------- | ----- | ------------ | ----------------------------- |
| 1  | 11 tháng 10 năm 2018 | Sân vận động Hoàng tử Faisal bin Fahd, Riyadh, Ả Rập Xê Út               | Iraq       | 1–0   | 4–0          | Giao hữu                      |
| 2  | 22 tháng 3 năm 2019  | Wanda Metropolitano, Madrid, Tây Ban Nha                                 | Venezuela  | 1–2   | 1–3          | Giao hữu                      |
| 3  | 7 tháng 6 năm 2019   | Sân vận động San Juan del Bicentenario, San Juan, Argentina              | Nicaragua  | 3–1   | 5–1          | Giao hữu                      |
| 4  | 7 tháng 6 năm 2019   | Sân vận động San Juan del Bicentenario, San Juan, Argentina              | Nicaragua  | 4–1   | 5–1          | Giao hữu                      |
| 5  | 23 tháng 6 năm 2019  | Arena do Grêmio, Porto Alegre, Brasil                                    | Qatar      | 1–0   | 2–0          | Copa América 2019             |
| 6  | 28 tháng 6 năm 2019  | Sân vận động Maracanã, Rio de Janeiro, Brasil                            | Venezuela  | 1–0   | 2–0          | Copa América 2019             |
| 7  | 10 tháng 9 năm 2019  | Alamodome, San Antonio, Hoa Kỳ                                           | México     | 1–0   | 4–0          | Giao hữu                      |
| 8  | 10 tháng 9 năm 2019  | Alamodome, San Antonio, Hoa Kỳ                                           | México     | 2–0   | 4–0          | Giao hữu                      |
| 9  | 10 tháng 9 năm 2019  | Alamodome, San Antonio, Hoa Kỳ                                           | México     | 4–0   | 4–0          | Giao hữu                      |
| 10 | 13 tháng 10 năm 2020 | Sân vận động Hernando Siles, La Paz, Bolivia                             | Bolivia    | 1–1   | 2–1          | Vòng loại FIFA World Cup 2022 |
| 11 | 17 tháng 11 năm 2020 | Sân vận động Quốc gia Peru, Lima, Peru                                   | Perú       | 2–0   | 2–0          | Vòng loại FIFA World Cup 2022 |
| 12 | 28 tháng 6 năm 2021  | Arena Pantanal, Cuiabá, Brasil                                           | Bolivia    | 4–1   | 4–1          | Copa América 2021             |
| 13 | 3 tháng 7 năm 2021   | Sân vận động Olympic Pedro Ludovico, Goiânia, Brasil                     | Ecuador    | 2–0   | 3–0          | Copa América 2021             |
| 14 | 6 tháng 7 năm 2021   | Sân vận động Quốc gia Mané Garrincha, Brasilia, Brasil                   | Colombia   | 1–0   | 1–1          | Copa América 2021             |
| 15 | 2 tháng 9 năm 2021   | Sân vận động Olímpico de la UCV, Caracas, Venezuela                      | Venezuela  | 1–0   | 3–1          | Vòng loại FIFA World Cup 2022 |
| 16 | 10 tháng 10 năm 2021 | Sân vận động tượng đài Antonio Vespucio Liberti, Buenos Aires, Argentina | Uruguay    | 3–0   | 3–0          | Vòng loại FIFA World Cup 2022 |
| 17 | 14 tháng 10 năm 2021 | Sân vận động tượng đài Antonio Vespucio Liberti, Buenos Aires, Argentina | Perú       | 1–0   | 1–0          | Vòng loại FIFA World Cup 2022 |
| 18 | 27 tháng 1 năm 2022  | Sân vận động Zorros del Desierto, Calama, Chile                          | Chile      | 2–1   | 2–1          | Vòng loại FIFA World Cup 2022 |
| 19 | 1 tháng 2 năm 2022   | Sân vận động Mario Alberto Kempes, Córdoba, Argentina                    | Colombia   | 1–0   | 1–0          | Vòng loại FIFA World Cup 2022 |
| 20 | 1 tháng 6 năm 2022   | Sân vận động Wembley, London, Anh                                        | Ý          | 1–0   | 3–0          | Finalissima 2022              |
| 21 | 23 tháng 9 năm 2022  | Sân vận động Hard Rock, Miami Gardens, Hoa Kỳ                            | Honduras   | 1–0   | 3–0          | Giao hữu                      |
| 22 | 26 tháng 3 năm 2024  | Los Angeles Memorial Coliseum, Los Angeles, Hoa Kỳ                       | Costa Rica | 3–1   | 3–1          | Giao hữu                      |
| 23 | 14 tháng 6 năm 2024  | Commanders Field, Maryland, Hoa Kỳ                                       | Guatemala  | 2–1   | 4–1          | Giao hữu                      |
| 24 | 14 tháng 6 năm 2024  | Commanders Field, Maryland, Hoa Kỳ                                       | Guatemala  | 3–1   | 4–1          | Giao hữu                      |
| 25 | 20 tháng 6 năm 2024  | Sân vận động Mercedes-Benz, Atlanta, Hoa Kỳ                              | Canada     | 2–0   | 2–0          | Copa América 2024             |
| 26 | 25 tháng 6 năm 2024  | Sân vận động MetLife, East Rutherford, Hoa Kỳ                            | Chile      | 1–0   | 1–0          | Copa América 2024             |
| 27 | 29 tháng 6 năm 2024  | Sân vận động Hard Rock, Miami Gardens, Hoa Kỳ                            | Perú       | 1–0   | 2–0          | Copa América 2024             |
| 28 | 29 tháng 6 năm 2024  | Sân vận động Hard Rock, Miami Gardens, Hoa Kỳ                            | Perú       | 2–0   | 2–0          | Copa América 2024             |
| 29 | 14 tháng 7 năm 2024  | Sân vận động Hard Rock, Miami Gardens, Hoa Kỳ                            | Colombia   | 1–0   | 1–0 (s.h.p.) | Copa América 2024             |

## Danh hiệu

### Câu lạc bộ
Inter Milan
- Serie A: 2020–21[75], 2023–24[76]
- Coppa Italia: 2021–22, 2022–23[77]
- Supercoppa Italiana: 2021, 2022,[78] 2023[79]

### Đội tuyển quốc gia
- FIFA World Cup: 2022[80]
- Copa America: 2021,[81] 2024
- Siêu cúp Liên lục địa CONMEBOL–UEFA: 2022[82]

### Thành tích cá nhân
- Đội hình tiêu biểu của mùa giải UEFA Europa League: 2019–20[83]
- Vua phá lưới South American Youth Football Championship: 2017[10]